# 노다케 준야
노다케 준야(일본어: 野嶽 惇也, 1994년 9월 11일~)는 일본의 축구 선수이다.

## 구단 경력
그는 2017년 J3리그의 가고시마 유나이티드 FC에 입단했다. 2018년 J3리그 준우승으로 J2리그로 승격했다. 2019년후 J3리그에 강등했다. 2021년까지 86경기에 출전하여, 5득점을 넣었다. 2021년 7월 J1리그의 오이타 트리니타로 이적했다. 2021년후 J2리그에 강등했다.